# ジコサポ日本
ジコサポ日本（ジコサポにっぽん）とは、静岡県浜松市中央区に本部をおき、交通事故、労災の被害者・加害者のサポートを行っている特定非営利活動法人（NPO法人）である。正式名称は「NPO法人交通事故と労災をサポートする会 日本」

## 概要
交通事故、労働災害の被害者、加害者およびその家族または、交通事故の知識を得たい一般市民に対して、交通事故、労働災害に関する様々な情報、サービスを提供する事業を行い、交通事故、労働災害の無い住み良い社会づくりに寄与することを目的としている。交通事故の悩み（治療、賠償、法律、修理、保険など）をワンストップで対応することのできる団体を目指す。交通事故、労働災害の被害者、加害者救済のための信頼できるインフラストラクチャーとネットワークの確立のため、日本全国への拠点作りと法人認定の資格「交通事故専門士」取得者の配置を目指している。

## 活動内容
1. 「自然災害」「交通事故」「労働災害」等全ての事故の被害者、加害者およびその家族へのサポートとそれにお応えする拠点作り。
2. 交通事故専門資格「交通事故専門士」取得講習会等を通した啓蒙活動
3. 地域道路清掃ボランティア等の社会貢献活動
4. 社会が抱える課題をビジネスの発想で解決し、自らが社会のモデルとなることで、日本経済の発展と市民活動の定着に寄与すること。

## 沿革
- 2008年（平成20年）4月 - 交通事故サポート会浜松の名称のもと任意団体として活動を始める。
- 2012年（平成24年）1月 - 任意団体からNPO法人へ法人化。
- 2012年（平成24年）3月 - 弁護士・行政書士が正規会員となる[2]。
- 2012年（平成24年）6月 - 交通事故サポート会から交通事故と労災をサポートする会へ名称変更。
- 2013年（平成25年）11月 - 「交通事故専門士資格」の創設を発表。
- 2018年（平成30年）9月 - 書籍「総合事故救済ガイドブック」を発表。